# Atletas Olímpicos Individuais nos Jogos Olímpicos de Verão da Juventude de 2014
Um atleta Atleta Olímpico Individual participou nos Jogos Olímpicos de Verão da Juventude de 2014 em Nanquim, China. Era do Sudão do Sul.

## Contexto
O Sudão do Sul ficou independente do Sudão em Junho de 2011. Como não formou qualquer Comitê Olímpico Nacional (CON) a tempo das Olimpíadas da Juventude de 2014, os atletas do país não puderam participar representando um CON. Dessa forma, o Comité Olímpico Internacional (COI) autorizou que um corredor participasse sob a bandeira Olímpica.

## Atletismo
Foi escolhida uma atleta para competir.
Raparigas
Eventos de pista
| Atleta         | Evento | Mangas  | Mangas | Final   | Final  |
| Atleta         | Evento | Tempo   | Class. | Tempo   | Class. |
| -------------- | ------ | ------- | ------ | ------- | ------ |
| Margret Hassan | 400 m  | 1:04.48 | 19 qC  | 1:01.72 | 19     |